# Fundació Nobel
La Fundació Nobel (suec: Nobelstiftelsen) és una institució privada fundada el 29 de juny de 1900 la qual finança i atorga els Premis Nobels. La Fundació es basa amb l'última voluntat d'Alfred Nobel, inventor de la dinamita.